# Mostra de Venise 1969
La Mostra de Venise 1969 s'est déroulée du 23 août au 5 septembre 1969 et représente la 30e édition du festival.
Cette année-là, pas de jury, pas de palmarès,. Un hommage est décerné à Luis Buñuel par la direction du festival,.

## Jury
Commission de sélection :
- Ernesto G. Laura (it) ;
- Piero Gadda Conti (it) ;
- Giacomo Gambetti (it) ;
- Paolo Gobetti (it) ;
- Dario Zanelli (it) ;
- Paolo Pillitteri (it).

Commissaire extraordinaire de la Biennale : Gian Alberto Dell'Acqua (it).

## Film présentés
- Fellini Satyricon de Federico Fellini,  Italie ;
- La Première Charge à la machette (La primera carga al machete) de Manuel Octavio Gómez,  Cuba ;
- L'Embuscade (Zaseda) de Živojin Pavlović,  Serbie ;
- Le Sang du condor (Yawar mallku) de Jorge Sanjinés,  Bolivie ;
- Honneur et gloire (Cest a sláva) d'Hynek Bočan,  Tchécoslovaquie[5] ;
- Cardillac d'Edgar Reitz,  Allemagne ;
- Les Deux Marseillaises de Jean-Louis Comolli et André S. Labarthe,  France[6].

## Palmarès
- Prix Pasinetti (it) :
  - Meilleur film étranger : Honneur et gloire (Cest a sláva) d'Hynek Bočan (Tchécoslovaquie)[7] ;
  - Meilleur film italien : Fellini Satyricon de Federico Fellini (Italie)[8].

- Prix CIDALC :
  - L'Embuscade (Zaseda) de Živojin Pavlović (Serbie)[9].

- Gouvernail d'or :
  - Le Sang du condor (Yawar mallku) de Jorge Sanjinés (Bolivie)[10].

- Prix Luis Buñuel :
  - La Première Charge à la machette (La primera carga al machete) de Manuel Octavio Gómez (Cuba)[11].